# Mistrzostwa świata do lat 18 w hokeju na lodzie mężczyzn 2020/III Dywizja
Mistrzostwa świata do lat 18 w hokeju na lodzie mężczyzn III Dywizji 2020 rozegrane zostaną w dniach 16 – 22 marca 2020 (Grupa A) oraz 29 marca - 4 kwietnia 2020 (Grupa B).
Do mistrzostw III Dywizji przystąpi 12 zespołów, które zostały podzielone na dwie sześciozespołowe grupy. Zgodnie z formatem zawody III Dywizji odbędą się w dwóch grupach: Grupa A w Turcji (Stambuł), zaś grupa B w Luksemburgu (Kockelscheuer). Reprezentacje rywalizować będą systemem każdy z każdym.
Hale, w których przeprowadzone zostaną zawody:
- Silivrikapı Ice Rink w Stambule – Dywizja IIIA,
- Patinoire de Kockelscheuer w Kockelscheuer – Dywizja IIIB.

Turnieje zostały odwołane z powodu pandemii COVID-19.

## Grupa A
Do mistrzostw świata drugiej dywizji w 2021 z Grupy A awansuje najlepsza reprezentacje. Ostatni zespół Grupy A zostanie zdegradowany i w 2021 zagra w Grupie B.
| 16 marca 2020 | Izrael | 13:00 | Meksyk | Silivrikapı Ice Rink, Stambuł |

| 16 marca 2020 | Islandia | 16:30 | Belgia | Silivrikapı Ice Rink, Stambuł |

| 16 marca 2020 | Chińskie Tajpej | 20:00 | Turcja | Silivrikapı Ice Rink, Stambuł |

| 17 marca 2020 | Izrael | 13:00 | Islandia | Silivrikapı Ice Rink, Stambuł |

| 17 marca 2020 | Meksyk | 16:30 | Chińskie Tajpej | Silivrikapı Ice Rink, Stambuł |

| 17 marca 2020 | Belgia | 20:00 | Turcja | Silivrikapı Ice Rink, Stambuł |

| 19 marca 2020 | Belgia | 13:00 | Meksyk | Silivrikapı Ice Rink, Stambuł |

| 19 marca 2020 | Izrael | 16:30 | Chińskie Tajpej | Silivrikapı Ice Rink, Stambuł |

| 19 marca 2020 | Islandia | 20:00 | Turcja | Silivrikapı Ice Rink, Stambuł |

| 20 marca 2020 | Chińskie Tajpej | 13:00 | Belgia | Silivrikapı Ice Rink, Stambuł |

| 20 marca 2020 | Meksyk | 16:30 | Islandia | Silivrikapı Ice Rink, Stambuł |

| 20 marca 2020 | Turcja | 20:00 | Izrael | Silivrikapı Ice Rink, Stambuł |

| 22 marca 2020 | Islandia | 13:00 | Chińskie Tajpej | Silivrikapı Ice Rink, Stambuł |

| 22 marca 2020 | Belgia | 16:30 | Izrael | Silivrikapı Ice Rink, Stambuł |

| 22 marca 2020 | Turcja | 20:00 | Meksyk | Silivrikapı Ice Rink, Stambuł |

Tabela
| Lp. | Zespół          | M | Pkt | Z | Zd | Pd | P | G+ | G- | +/− |
| --- | --------------- | - | --- | - | -- | -- | - | -- | -- | --- |
| 1   | Belgia          |   |     |   |    |    |   |    |    |     |
| 2   | Chińskie Tajpej |   |     |   |    |    |   |    |    |     |
| 3   | Islandia        |   |     |   |    |    |   |    |    |     |
| 4   | Izrael          |   |     |   |    |    |   |    |    |     |
| 5   | Meksyk          |   |     |   |    |    |   |    |    |     |
| 6   | Turcja          |   |     |   |    |    |   |    |    |     |

    = awans do II dywizji grupy B     = utrzymanie w III dywizji grupy A     = spadek do III dywizji grupy B

## Grupa B
Do mistrzostw świata III Dywizji Grupy A w 2021 z Grupy B awansuje pierwsza drużyna.
| 29 marca 2020 | Hongkong | 12:30 | Bośnia i Hercegowina | Patinoire de Kockelscheuer, Kockelscheuer |

| 29 marca 2020 | Południowa Afryka | 16:00 | Nowa Zelandia | Patinoire de Kockelscheuer, Kockelscheuer |

| 29 marca 2020 | Kirgistan | 19:30 | Luksemburg | Patinoire de Kockelscheuer, Kockelscheuer |

| 30 marca 2020 | Hongkong | 12:30 | Południowa Afryka | Patinoire de Kockelscheuer, Kockelscheuer |

| 30 marca 2020 | Bośnia i Hercegowina | 16:00 | Kirgistan | Patinoire de Kockelscheuer, Kockelscheuer |

| 30 marca 2020 | Nowa Zelandia | 19:30 | Luksemburg | Patinoire de Kockelscheuer, Kockelscheuer |

| 1 kwietnia 2020 | Nowa Zelandia | 12:30 | Bośnia i Hercegowina | Patinoire de Kockelscheuer, Kockelscheuer |

| 1 kwietnia 2020 | Hongkong | 16:00 | Kirgistan | Patinoire de Kockelscheuer, Kockelscheuer |

| 1 kwietnia 2020 | Południowa Afryka | 19:30 | Luksemburg | Patinoire de Kockelscheuer, Kockelscheuer |

| 3 kwietnia 2020 | Kirgistan | 12:30 | Nowa Zelandia | Patinoire de Kockelscheuer, Kockelscheuer |

| 3 kwietnia 2020 | Bośnia i Hercegowina | 16:00 | Południowa Afryka | Patinoire de Kockelscheuer, Kockelscheuer |

| 3 kwietnia 2020 | Luksemburg | 19:30 | Hongkong | Patinoire de Kockelscheuer, Kockelscheuer |

| 4 kwietnia 2020 | Południowa Afryka | 12:30 | Kirgistan | Patinoire de Kockelscheuer, Kockelscheuer |

| 4 kwietnia 2020 | Nowa Zelandia | 16:00 | Hongkong | Patinoire de Kockelscheuer, Kockelscheuer |

| 4 kwietnia 2020 | Luksemburg | 19:30 | Bośnia i Hercegowina | Patinoire de Kockelscheuer, Kockelscheuer |

Tabela
| Lp. | Zespół               | M | Pkt | Z | Zd | Pd | P | G+ | G- | +/− |
| --- | -------------------- | - | --- | - | -- | -- | - | -- | -- | --- |
| 1   | Bośnia i Hercegowina |   |     |   |    |    |   |    |    |     |
| 2   | Hongkong             |   |     |   |    |    |   |    |    |     |
| 3   | Kirgistan            |   |     |   |    |    |   |    |    |     |
| 4   | Luksemburg           |   |     |   |    |    |   |    |    |     |
| 5   | Nowa Zelandia        |   |     |   |    |    |   |    |    |     |
| 6   | Południowa Afryka    |   |     |   |    |    |   |    |    |     |

    = awans do III dywizji grupy A     = utrzymanie w III dywizji grupy B